# Power Rangers Lost Galaxy
Power Rangers Lost Galaxy (en Hispanoamérica Power Rangers la Galaxia Perdida, en España Power Rangers en la Galaxia) es el título de la séptima temporada de la franquicia Power Rangers, producida por Saban Entertainment, Renaissance Atlantic Entertainment y MMPR Productions en colaboración con Toei Company, y emitida en Fox Kids del 6 de febrero al 8 de diciembre de 1999, constando de 45 episodios. Fue la temporada en la que se inició la tradición de comenzar una nueva historia con nuevos personajes y nuevos villanos cada año, aunque en esta ocasión y por última vez (sin contar especiales crossover) se conservaron algunos personajes y referencias de la temporada anterior en el argumento. Como todas las temporadas de Power Rangers, toma escenas de la franquicia Super Sentai Series, en esta ocasión procedentes de Seijū Sentai Gingaman.

## Argumento
La humanidad ha decidido hacer un viaje al espacio en una colonia humana en busca de un nuevo planeta para vivir. Para ello, han construido una gran estación espacial gigante llamada Terra Ventura, toda una ciudad volante autosuficiente en recursos al tener incluso zonas verdes incorporadas, y en ella, además de toda una tripulación, una serie de seres humanos han sido elegidos para poblarla y viajar al espacio. Entre los elegidos, se encuentran Mike, Kai y Kendrix, tres habitantes de Angel Grove, de donde saldrá la estación espacial. 
Antes del despegue, se cuela en Terra Venture el hermano pequeño de Mike, Leo, que procura pasar desapercibido, aunque en la primera parada en la Luna su hermano lo descubrirá y le pedirá que vuelva a la Tierra. Y en la estación, conocerán a uno de los mecánicos, Damon, y antes de que puedan hacer nada con Leo, conocerán en La luna a una alienígena llamada Maya, procedente del planeta Mirinoi. Allí ha ocurrido una gran crisis, ya que el planeta está siendo atacado por las fuerzas del mal lideradas por el villano Scorpius. Ella les pide ayuda y Mike, Kai, Kendrix, Damon y ella misma se harán con los Quasar Sabers, que les permitirán transformarse en los Galaxy Rangers. Sin embargo, cuando son víctimas de un nuevo ataque, Mike caerá en un abismo, pero antes de despeñarse aparentemente hacia la muerte, le entrega su sable a su hermano Leo. Los cinco entonces volverán a Terra Venture y como Power Rangers será su labor protegerla de las fuerzas del mal mientras continúan su camino por la galaxia en busca de un nuevo hogar.

## Elenco y personajes

### Principales
- Danny Slavin como Leo Corbett/Red Galaxy Ranger.
- Reggie Rolle como Damon Henderson/Green Galaxy Ranger.
- Archie Kao como Kai Chen/Blue Galaxy Ranger.
- Cerina Vincent como Maya de Mirinoi/Yellow Galaxy Ranger.
- Valerie Vernon como Kendrix Morgan/Pink Galaxy Ranger.
- Melody Perkins como Karone/Pink Galaxy Ranger II. Perkins repitió también su papel como Astronema en un episodio.
- Russell Lawrence como Mike Corbett/Magna Defender II.
- Amy Miller como Trakeena.

### Secundarios
- Wendee Lee como la voz de Alpha 6.
- Julie Magdalena como la voz de D.E.C.A.
- Tom Whyte como el Comandante Stanton.
- Jack Betts como el Consejero Brody.
- Betty Hawkins como la consejera Renier.
- Kerrigan Mahan como la voz del Magna Defender.
- Paul Schrier como Farkas "Bulk" Bulkmeier.
- Jack Banning como el Profesor Phenomenus.
- Kim Strauss como la voz de Scorpius.
- Tom Wyner como la voz de Furio.
- Derek Stephen Prince como la voz de Treacheron.
- Bob Papenbrook como la voz de Deviot.
- David Lodge como la voz de Villamax.
- Richard Cansino como la voz de Kegler.
- Mike Reynolds como la voz del capitán Motín.
- Richard Epcar como la voz de Barbarax.
- Rajia Baroudi como la voz de Hexuba.

### Invitados
- Tracy Lynn Cruz como Ashley Hammond/Yellow Space Ranger.
- Patricia Ja Lee como Cassie Chan/Pink Space Ranger.
- Christopher Khayman Lee como Andros/Red Space Ranger.
- Roger Velasco como Carlos Vallerte/Black Space Ranger.
- Selwyn Ward como Theodore Jay "T.J." Johnson/Blue Space Ranger.

### Galaxy Rangers
- Leo Corbett/Red Galaxy Ranger: Se metió como polizón en Terra Venture para seguir a su hermano Mike en su aventura por el universo. Fue él quien encontró los Quasar Sabers, aunque el sable eligió a su hermano y no a él para convertirse en Ranger. Sin embargo, tras caer Mike por una grieta, antes de despeñarse hacia una muerte aparentemente segura, le entregó el sable a Leo, y así se convirtió en Power Ranger, decidido a vengar a su hermano además de proteger a Terra Venture y sus habitantes. Como Red Galaxy Ranger su Bestia Galáctica es un León y además del Sable Quasar su arma de poder es la Transdagger en Modo Talón Magna. En su forma civil cuando aparece por primera vez al principio usa una camisa bordeaux, musculosa negra jeans mezclilla y zapatos negros que luego cambia a unachaqueta de cuero negra, camiseta roja, jeans azules y zapatos negros y por último se lo cambia a una musculosa roja, Camisa de jean azul cielo, pantalones cargo blancos y zapatos negros.
- Damon Henderson/Green Galaxy Ranger: Es mecánico en Terra Venture, y antiguamente lo fue en el Astro Megaship ahora convertido en museo. A pesar de su carácter alegre y juguetón, se toma su trabajo como Ranger muy en serio. También es un excelente boxeador. Como Green Galaxy Ranger su Bestia Galáctica es un Cóndor y además del Sable Quasar su arma de poder es la Transdagger en Modo Ballesta. En su forma civil siempre viste un mameluco verde, una musculosa blanca o negra y zapatos negros.
- Kai Chen/Blue Galaxy Ranger: Como antiguo soldado es un hombre metódico, ordenado y perfeccionista hasta el exceso, que siempre desea seguir las reglas punto por punto y que no tolera el más mínimo desvío en su conducta ni en la de otros, lo que al principio le causa muchos conflictos con Leo, hasta que la experiencia le hace ver que a veces hay que romper las reglas si es preciso para salvar el universo. También es el cocinero del grupo. Como Blue Galaxy Ranger su bestia Galáctica es un Gorila y además del Sable Quasar su arma de poder es la Transdagger en Modo de Doble Garra. En su forma civil usa un uniforme de polera y pantalón azul más una línea azul en el pecho y zapatos negros.
- Maya/Yellow Galaxy Ranger: Es una alienígena del planeta Mirinoi que ha visto como toda la gente que ella quería fueron convertidos en piedra por las fuerzas del mal, ella es la más joven de los rangers. Ahora vive en Terra Venture y busca el modo de revertir el hechizo o hacer pagar a los que lo hicieron. Gracias a su conexión con la naturaleza, es la única que tiene la capacidad de comunicarse y comprender a los Zords, y también es muy empática y puede entender y comprender fácilmente a las personas de su entorno. Como Yellow Galaxy Ranger su Bestia Galáctica es un Lobo y además del Sable Quasar su arma personal es la Transdagger en Modo Daga Doble. En su forma civil en principio viste ropa de su planeta de origen y después usa una musculosa y pollera amarillas con botas de tacón color café.
- Kendrix Morgan/Pink Galaxy Ranger 1: Es una oficial científica de Terra Venture. Muy inteligente y analítica, siempre busca una explicación lógica a todo lo que le rodea, aunque su amistad con Leo le hará ver el lado divertido e improvisado de la vida. Cuando, en una lucha junto con los Space Rangers, Cassie fue herida por Psycho Pink y estuvo a punto de morir, Kendrix se sacrificó para salvarla, lo que le costó la vida (es la primera ranger en morir) y convertirse en un fantasma ligado al Quasar Saber. Como Pink Galaxy Ranger su Bestia Galáctica es un Lince y además del Sable Quasar su arma de poder es la Transdagger Modo Arco. En su forma civil usa lentes y viste un uniforme de polera y pantalones magenta con una línea rosada en el pecho y zapatos negros.[Notas 1]
- Karone/Pink Galaxy Ranger 2: Antiguamente conocida como la villana Astronema, la onda de energía de Zordon la purificó y comenzó a viajar por el espacio. Al saber de la muerte de Kendrix, fue en busca del Quasar Saber para protegerlo del mal, y por su valor, el fantasma de Kendrix la escogió para ser su sucesora como Pink Ranger, trasladándose a Terra Venture y uniéndose a los demás Galaxy Rangers en la lucha contra el mal, lucha que ella utilizó personalmente para purgar sus pecados como Astronema y redimirse. Como Pink Galaxy Ranger su Bestia Galáctica es un Lince y además del Sable Quasar su arma de poder es la Transdagger Modo Arco. Es la primera villana que se alía a los Rangers. En su forma civil usa una vincha rosa y un conjunto de musculosa, pantalones y botas de cuero negros más 2 muñequeras.
- Mike Corbett/Magna Defender: Es el hermano mayor de Leo, guarda de seguridad en Terra Venture y muy sobreprotector de su hermano. Fue quien obtuvo originalmente el sable del Red Ranger, pero al caer por una grieta en el primer ataque, se lo lanzó a su hermano antes de caer. En la caída, fue rescatado por el Magna Defender, una entidad que se encontraba atrapada allí desde hace 3.000 años, y que tomó posesión de su cuerpo para poder escapar y cumplir su venganza. Con el tiempo, Mike fue liberado y, tras el emotivo reencuentro con su hermano, regresó a Terra Venture y se unió a los otros Rangers con los poderes del Magna Defender. Como Magna Defender su Zord es un Toro y su Arma es el Magna Saber con Modo Blaster. En su forma civil usa un uniforme de polera y pantalón azul más una línea roja en el pecho y zapatos negros.

### Aliados
- Alpha 6: Tras terminar la lucha de los Space Rangers, el Astro Megaship quedó convertido en museo y Alpha se quedó en él como conserje. Sin embargo, cuando el Astro Megaship se metió en la lucha de los Galaxy Rangers y acabó quedándose en Terra Venture, Alpha se unió a los Rangers reasumiendo sus labores de asistente en lo que necesiten.
- D.E.C.A.: Es la inteligencia artificial que gobierna el Astro Megaship y que sigue ayudando a los Galaxy Rangers.
- Comandante Stanton: Es el capitán de Terra Venture, quien se encarga de dirigir a la tripulación en su viaje por el universo.
- Antiguo Magna Defender: Es un guerrero cuyo hijo fue asesinado hace 3.000 años por las fuerzas de Scorpius. Juró venganza, pero fue arrojado a una grieta en Mirinoi, donde quedó sellado hasta que Mike Corbett apareció y usando sus últimas fuerzas poseyó su cuerpo para escapar. Durante un tiempo, estuvo controlando el cuerpo de Mike y luchando contra Scorpius, pero su sed de venganza hace que a veces no dude en emplear métodos dudosos sino malignos directamente, para enfrentarse a sus enemigos. Tras ver al espíritu de su hijo pidiéndole que no hiciera daño a gente inocente por venganza, Magna Defender se sacrificó para volver a estar con su hijo y liberar a Mike, entregándole sus poderes para que le sucediera en la lucha.
- Gran Consejero Renier: Es el líder del Alto Consejo que gobierna Terra Venture y toma las decisiones que afectan a sus habitantes.
- Consejero Brody: Es uno de los miembros del Alto Consejo de Terra Venture.
- Bulk y Phenomenus: Bulk y Phenomenus son dos de los elegidos para viajar en Terra Venture, gracias al trabajo de científico de este último. También Skull fue seleccionado pero perdió el abordaje ya que no despertó a tiempo el día del despegue. En Terra Venture, trabaja como camarero en un bar.

### Arsenal
- Quasar Sabers: Son unos sables fuente de poder de los cinco Rangers principales, además de sus armas básicas para cada miembro del equipo. Pueden realizar los ataques especiales individuales de cada uno, o acortarse como una daga cuando no se utilizan.
- Transmorphers: Son los dispositivos de transformación, con forma de muñequeras brazalete de color plateado, que utilizan los Rangers para extraer la energía de los Quasar Sabers y transformarse tras pronunciar la frase "Go Galactic".
- Quasar Launchers: Son cinco armas pesadas de los Rangers con dos modos, un modo de báculo bastón para el ataque cuerpo a cuerpo y otro modo en el que se pueden convertir en bazookas.
- Orion Quasar Launchers: Son versiones mejoradas y poderosas de los Quasar Launchers de los Rangers que se invocan a través de los cinco Guardian Crystals tras pronunciar la frase "Crystals Power Up!".
  - Guardian Crystals: Cuando el Guardián del Galaxy Book llegó a Terra Venture, le concedió al Blue Ranger los cinco Guardian Crystals para ser utilizados en su "Protección" cuando fuera necesario y permiten a los Rangers invocar a los Orion Quasar Launchers.
- Transdaggers: Son cinco armas cuerpo a cuerpo. Su forma básica es de una daga cuchilla con la forma de colmillo, pero pueden transformarse en cinco armas individuales y distintas, una para cada miembro Ranger, y cada uno tiene una preferida, adecuadas a los Quasar Sabers, y además combinarse en un arma definitiva, el cañón Transdagger Star Formation. Permiten también que las Bestias Galácticas se transformen de criaturas orgánicas a vehículos de combate, los Galactazords.
  - Magna Talon: Es el modo personal de la Transdagger del Red Ranger, toma la forma de una espada corta o una daga navaja de color rojo en forma de garra que puede canalizar ataques del elemento del fuego en un solo corte.
  - Trans Blaster: Es el modo personal de la Transdagger del Green Ranger, toma la forma de una ballesta o blaster de color verde que canaliza el elemento del aire para disparar pulsos de energía.
  - Cosma Claw: Es el modo personal de la Transdagger del Blue Ranger, toma la forma de una garra doble de color azul que canaliza el elemento del agua para un golpe devastador.
  - Delta Daggers: Es el modo personal de la Transdagger de la Yellow Ranger, toma la forma de unas dagas dobles gemelas de cuerpo a cuerpo de color amarillo que pueden canalizar el elemento del rayo a través de un corte impactante.
  - Beta Bow: Es el modo personal de la Transdagger de la Pink Ranger, toma la forma de un arco de color rosa que dispara flechas de energía del elemento de la flor desde la base de la forma original del Transdagger.
- Magna Blaster: Es la espada de color negro del Magna Defender, que además de su arma personal es la fuente de su poder. Cuenta con dos modalidades, además de ser una espada con múltiples ataques cortantes, al colocarse dentro de su funda y curvear su mango, puede convertirse en un rifle láser.
- Magna Defender Morpher: Es el dispositivo de transformación de color negro del Magna Defender, en dos piezas, una para cada muñeca, que sirven para invocar el Magna Blaster y así transformarse. Funciona extendiendo una llave de la pieza derecha e insertándola en la izquierda utilizando la frase "Magna Power".
  - Defender Axe: Es un arma renovada la que Mike recibe del Antiguo Magna Defender, un hacha de color dorado la que tiene el poder de destruir el núcleo de poder de los enemigos que los mantienen con vida y que también puede utilizar el Defender Torozord en batalla.
- Luces de Orion: Son cinco joyas místicas de poder, se dice que es una de las fuentes de energía más fuertes del universo, y probablemente que hayan existido desde hace más de 3.000 años que permiten otorgar poderes adicionales a los Quasar Sabers y por tanto a los Rangers y al Galaxy Megazord durante la batalla.
- Orion Armor: Es una actualización de la armadura de los Rangers que reciben por el poder de las Luces de Orion. Se invoca tras pronunciar la frase "¡Power Up Mode!", pero deben estar presentes los cinco Rangers para que funcione.
  - Orion Quasar Sabers: Es una actualización de los cinco Quasar Sabers de los Rangers por el poder de las Luces de Orion.
  - Orion Armor Claw: Es un brazalete escudo con dos cuchillas con forma de garras que los Rangers llevan en el antebrazo izquierdo.
- Red Armored Ranger: Es el modo de Battlizer de color plateado del Red Ranger y una vez sirvió  para restaurar sus poderes. El Battlizer fue el arma de un guerrero muy poderoso que se decía era "invencible" cuando dos llaves utilizadas para activar sus poderes se fusionaban. El Battlizer fue destruido más tarde en la batalla final en contra de Trakeena.
  - Battlizer Galactic Key: Es un dispositivo de dos piezas metálicas con la forma de una estrella de cuatro puntas de color plateado con la que el Red Ranger invoca su armadura de Battlizer tras pronunciar la frase "Red...Armored...Power...Ranger!".

### Vehículos
- Astro Megaship: Es la antigua nave de color azul de los Space Rangers. Tras el final de la lucha de estos, se convirtió en un museo, pero al necesitarla Kai para viajar a Mirinoi y ayudar a sus amigos, volvió al servicio, y aunque ya no se transforma en Megazord sin la presencia de los Space Rangers, sirve como medio de transporte por el espacio en misiones fuera de Terra Venture.
- Jet Jammers: Son unos pequeños jets individuales que desarrolló Alpha, y sirven para transporte aéreo sobre la superficie de planetas o por Terra Venture.
- Astro Cycles: Son tres motocicletas pertenecientes al Red, Green y Blue Ranger para transporte por tierra.
- Red Spark: Es un caballo bronco de color blanco y el que sirve como medio de transporte del Red Ranger.
- Capsular Cycle: Es una motocicleta especial de color rojo propiedad del Red Ranger, con una carrocería más fuerte que puede formar una armadura protectora y permite usarla en batalla para realizar un ataque definitivo.

### Zords
- Galactabeasts: Son cinco bestias galácticas y criaturas vivientes, procedentes de distintos planetas elementales que estaban cautivas en un planeta aprisionadas y a las que Maya sintió telepáticamente. Al liberarlas, se unieron a los Rangers en su lucha contra el mal como agradecimiento y se localizan en el bosque de Terra Venture. Mediante las Transdaggers, se transforman en los Galactazords.
- Galaxy Megazord: Es el producto de la combinación de los cinco Galactazords y está armado con la espada Galaxy Saber y el Condor Missile Mode.
- Orion Galaxy Megazord: Es una actualización de la armadura del Galaxy Megazord, manifestado en un peto en forma de una "V" gigante en el pecho, cuernos ornamentados en la cabeza y así como una versión mejorada del Galaxy Saber.
  - Lion Galactabeast/Galactazord: Es el Zord del Red Ranger, una bestia del fuego con apariencia de un león de color rojo. Forma la cabeza y torso del Galaxy Megazord.
  - Condor Galactabeast/Galactazord: Es el Zord del Green Ranger, una bestia del viento con la apariencia de un cóndor de color verde. Forma la cintura y espalda del Galaxy Megazord.
  - Gorilla Galactabeast/Galactazord: Es el Zord del Blue Ranger, una bestia del agua con la apariencia de un gorila de color azul. Forma las piernas del Galaxy Megazord.
  - Wolf Galactabeast/Galactazord: Es el Zord de la Yellow Ranger, una bestia del trueno con la apariencia de un lobo de color amarillo. Forma el brazo izquierdo del Galaxy Megazord.
  - Wildcat Galactabeast/Galactazord: Es el Zord de la Pink Ranger, una bestia de las flores con la apariencia de un gato salvaje de color rosa. Forma el brazo derecho del Galaxy Megazord.
- Torozord: Es el Zord de Magna Defender, tanto del primero como del segundo, un toro corpulento de color negro y viene siempre que este le llama. Forma una armadura pesada para el Mega Defender. Se sacrificó para permitir el escape de Terra Venture de la Galaxia Perdida.
- Mega Defender: Es la transformación en Zord del Magna Defender y está armado con dos espadas de lanza y puede ejecutar varios ataques definitivos. Forma el interior de la armadura del Defender Torozord.
  - Defender Torozord: Es el producto de la combinación del Torozord y Mega Defender, en esta formación, está armado con las dos espadas de lanza del Mega Defender que se combinan en una sola y con una hacha, con las que puede ejecutar varios ataques definitivos.
- Lost Galactabeasts: Tres de las bestias galácticas que se creía que habían sido asesinadas en una gran batalla hace unos 3.000 años. Fueron recogidos en secreto y actualizadas por Deviot en tres Megazords malignos, hasta que su naturaleza de Galactabeasts les hizo volver al lado del bien, siendo controlados por los espíritus de sus respectivas Galactabeasts y sin requerir de pilotos para funcionar. Más tarde, fueron destruidas por la explosión de una horda de Sting Wingers, mientras defendían a Terra Venture. El destino del Zenith Carrierzord es desconocido.
- Rhino Galactabeast: Antiguamente era una bestia con la apariencia de un rinoceronte humanoide de color rojo y puede combinarse en cinco vehículos de asalto terrestre, los C-Runners.
  - Centaurus Megazord: Es el producto de la combinación de los cinco C-Runners, invocados a partir del espíritu de la Rhino Galactabeast mediante la Beast-Land Fusion y está armado con el Gigantis Buster.
  - C-Runners (C1-C5): Son cinco vehículos de asalto terrestre con diferentes configuraciones y se combinan para formar al Centaurus Megazord y su armamento.
  - C1: Es un coche Fórmula 1 de color rojo y forma la cabeza y la espalda del Centaurus Megazord, como el "clip" del Gigantis Buster. Se despliega desde la parte inferior del abdomen de Zenith Carrierzord.
  - C2: Es un Rover de color rojo de ocho ruedas y forma el torso superior del Centaurus Megazord, como el "generador" del Gigantis Buster. Se despliega desde la cadera izquierda del Zenith Carrierzord.
  - C3: Es un tanque de grúa de color negro y forma la cintura del Centaurus Megazord, como el "marco" del Gigantis Buster. Se despliega desde la cadera izquierda del Zenith Carrierzord.
  - C4: Es un coche de barril seis ruedas de color rojo y forma los brazos del Centaurus Megazord, como las "bocas" del Gigantis Buster. Se despliega desde la cadera izquierda del Zenith Carrierzord.
  - C5: Es un coche Red Long de color rojo y forma el casco y las piernas del Centaurus Megazord, como el "cañón" del Gigantis Buster. Se despliega desde la cadera derecha del Zenith Carrierzord.
- Phoenix Galactabeast: Antiguamente era una bestia con la apariencia de un fénix humanoide de color azul y puede combinarse en cinco aeronaves de asalto reactivo, los S-Flyers.
  - Stratoforce Megazord: Es el producto de la combinación de los cinco S-Flyers, invocados a partir del espíritu de la Phoenix Galactabeast mediante la Beast-Sky Fusion y está armado con el Giganic Boomerang.
  - S-Flyers (S1-S5): Son cinco aeronaves de asalto reactivo con diferentes configuraciones y se combinan para formar al Stratoforce Megazord y su armamento.
  - S1: Es un jet con enormes motores en ambos lados de color azul y forma los brazos y la cabeza del Stratoforce Megazord.
  - S2: Es un jet con aleta dorsal de color azul y forma el torso del Stratoforce Megazord, como el Gigantic Boomerang.
  - S3: Es un jet tanque de chorro de color azul y forma las caderas y el casco del Stratoforce Megazord.
  - S4: Es un jet con alas bajas de color azul y forma la pierna derecha del Stratoforce Megazord. A diferencia de los otros S-Flyers, este y el S5 se despliegan desde los "brazos" derecho e izquierdo del Zenith Carrierzord respectivamente.
  - S5: Es un jet con alas altas de color azul y forma la pierna izquierda del Stratoforce Megazord. A diferencia de los otros S-Flyers, este y el S4 se despliegan desde los "brazos" izquierdo y derecho del Zenith Carrierzord respectivamente.
- Shark Galactabeast: Antiguamente era una bestia con la apariencia de un tiburón de color plateado y puede combinarse en una aeronave nodriza de transporte, el Zenith Carrierzord.
  - Zenith Carrierzord: Es una aeronave nodriza de transporte para los C-Runner y S-Flyers, invocada a partir del espíritu de la Shark Galactabeast. Dispone de dos modos: el Cruiser Mode, el modo por defecto puede atacar con un par de cañones de gran haz en su parte inferior y el Warrior Mode, que ataca con grandes cañones en forma de mano desde sus brazos, los Zenith Cannons.
  - Warrior Mode: Es la transformación del Zenith Carrierzord en una forma semi-humanoide para desplegar a los C-Runners y S-Flyers y está armado con los Zenith Cannons, unos poderosos cañones. Los S-Flyers son llevados dentro de la cabeza del Zord y encima de los cañones de los brazos; mientras que los C-Runners están contenidos en varios compartimientos desplegables en las piernas.

### Villanos
Los villanos provienen de dos facciones diferenciadas, por un lado las fuerzas de Scorpius, y por otro el Capitán Motín y sus secuaces.

#### Ejército de Scorpius
Se trata de un grupo de villanos alienígenas similares a insectos cuyo cuartel general es el Scorpius Stinger.
- Scorpius: Es un alienígena con forma de gran arácnido con tentáculos en lugar de patas, incapaz de moverse por sí mismo pero con un gran poder. Su objetivo es la dominación del universo.
- Trakeena: Es la hija de Scorpius, y princesa de su imperio. Muy vanidosa, al principio no sabe luchar, pero aprenderá a hacerlo gracias a Villamax. Su padre crea un capullo especial para que su hija entre en él y gane grandes poderes a cambio de renunciar a su belleza y convertirse en un insecto, a lo que ella se niega, huyendo cuando su padre intenta obligarla. Tiene un odio especial hacia Karone, a quien considera una traidora hacia la Alianza del Mal, y a la muerte de su padre se convertirá en la emperatriz y principal antagonista de los Galaxy Rangers.
- Furio: Es el primer general de Scorpius, quien convirtió a la gente de Mirinoi en piedra, y quien arrojó a Mike a la grieta donde le encontró el Magna Defender. Es el enemigo personal del Red Ranger.[Notas 2]
- Treacheron: Es el segundo general de Scorpius. Fue quien aprisionó 3.000 años atrás al Magna Defender en la grieta de Mirinoi y es por tanto su enemigo personal.
- Deviot: Es un alienígena robótico que desea hacerse con el capullo de Scorpius para reclamar para sí sus poderes, y para ello no dudará en traicionarla a ella y a quien sea. Fue quien trajo a Stratoforce y Centaurus como Zords malignos, hasta que su naturaleza de Galactabeasts les hace volver al lado del bien. Es el enemigo personal de la Yellow Ranger desde su primera aparición.
- Villamax: Se trata de un guerrero que conoce a Trakeena cuando ésta huye de su padre, y al ser atacada la defiende, convirtiéndose desde ese momento en su guardaespaldas y entrenador personal en el arte de la lucha. A la muerte de Scorpius, viaja con Trakeena al Scorpius Stinger y se convierte en su principal general. A diferencia del resto de villanos, tiene un sentido del honor en la batalla y unos escrúpulos que le impedirán llegar demasiado lejos en según que situaciones.
- Kegler: Es el compañero de Villamax, siempre ha estado junto a él, y aunque no tiene ninguna habilidad en batalla, lo suple con sus grandes conocimientos sobre tecnología.
- Escorpiones: Son los soldados de campo del ejército de Scorpius, con apariencia de insectos y con un brazo con forma de aguijón.

#### Grupo del Capitán Motín
Son un grupo de piratas espaciales aficionados a capturar y esclavizar a los pasajeros de cualquier nave espacial para forzarles a sacar gemas para ellos. En el pasado pertenecieron al ejército de Scorpius, pero este les desterró a la Galaxia Perdida, donde están desde entonces y donde les encuentran los habitantes de Terra Venture cuando llegaron allí.
- Capitán Motín: Es el líder de los piratas. Al principio ofrece a Terra Venture ayuda para escapar de la Galaxia Perdida, pero se trata de una trampa, ya que pretende esclavizarlos y hacerse con la estación espacial.
- Barbarax: Es el guerrero del grupo, armado con un gran hacha que puede realizar ataques de tierra.
- Hexuba: Es una experta en magia, y su labor es resucitar a diversos monstruos que los Rangers derrotaron en el pasado.
- Titanisaur: Es un dragón monstruoso, de tamaño gigante de forma natural, y que lleva sobre su lomo el castillo del Capitán Motín.
- Marineros: Son los soldados de campo del Capitán Motín, con apariencia de piratas y armados con alfanjes.

## Episodios
| Temporada | Temporada | Episodios | Episodios | Emisión original     | Emisión original        |
| Temporada | Temporada | Episodios | Episodios | Primera emisión      | Última emisión          |
| --------- | --------- | --------- | --------- | -------------------- | ----------------------- |
|           | 7         | 45        | 45        | 6 de febrero de 1999 | 18 de diciembre de 1999 |

## Doblaje de Hispanoamérica
- Alfredo Gabriel Basurto como Leo Corbett.
- Antonio Gálvez como Damon Henderson.
- Eduardo Garza como Kai Chen.
- Ana María Grey como Maya.
- Isabel Romo como Kendrix Morgan.
- Carola Vásquez como Karone.
- Bardo Miranda como Mike Corbett.